# Gliommeri
Les gliommeri, au singulier gliommero, étaient des comédies données dans le théâtre de la cour de Naples durant la deuxième moitié du XVe et au XVIe siècle. Ils tirent leur nom du latin glomerere : mettre en pelote.

## Encyclopédie
Littérature
Il demeure le nom d’une forme poétique très fréquente chez Catulle qui utilise le vers phaleuque, le plus souvent hendécasyllabiques (onze syllabes) que l’on retrouve en latin et en italien, en une alternance réglée et savante de spondées, de dactyles et de chorées.
Ces vers ont pour principale vertu de ne pas choquer les oreilles, de se réciter et de se retenir facilement, surtout quand un italien s’attarde sur la dernière syllabe après l’accent.
Divertissement napolitain
Le gliommero, très en vogue à Naples, au temps du poète Jacopo Sannazaro était donc au départ une forme populaire et consonante dérivée de la frottola, une musique improvisée très répandue dans les rues de toute l’Italie ; puis au XVe siècle, vinrent s’adjoindre des influences humanistes et aristocratiques qui la rendirent très prisée dans les cours italiennes. La frottola était alors un divertissement de cour et sur le plan littéraire une composition poétique fondée sur le coq-à-l'âne.
À la cour de Naples ces divertissements organisés principalement par le poète Jacopo Sannazaro, prirent le nom de gliommeri, du latin glomerere : mettre en pelote, en boule, qui a donné en français le mot moderne agglomérer qui peut désigner une erreur rhétorique lorsque l’accumulation  aboutit à une aporie plutôt qu’à l’amplification escomptée.
Si on en croit les commentateurs italianisants, les gliommeri de Jacopo Sannazaro, possédaient un trait unique le plus souvent railleur, énoncé sur le mode sentencieux, et amusaient le spectateur par la satire, voire par l'invective politique.
Il y avait donc dans le gliommero, un tas disparate, en fait une agglomération de choses différentes, qui constituaient un « ensemble à partir d’un rien », et « que le poète dévidait les unes après les autres, comme on ferait d’une pelote de laine ».
Les allusions les plus dissemblables, et les coq-à-l’âne s’unissaient aux proverbes, aux sentences et aux réflexions, pour rendre moins virulente la raillerie et la satire visant les adversaires concernés.
Ce qui motivait ces poèmes, c’était l’élégance qui dénotait toujours la finesse stylistique du lettré, ravivée par la préciosité spéciale de l’humanisme.
Ce qui les caractérisait, c’est qu’après avoir cherché dans les modèles classiques de la langue, le poète se tournait dorénavant vers l’idiome populaire, en l’occurrence, le napolitain, pour saisir ses contemporains dans une humanité actuelle et vivante.
On notera toutefois que Jacopo Sannazaro renoncera à la langue vulgaire après son retour d’exil en 1504, sous la domination espagnole ; par ailleurs, son éditeur Volpi préféra détruire les gliommeri qu’il avait en sa possession que de ternir l’image du grand poète classique.
Il ne nous reste que quelques titres : Le Triomphe de la réputation (Il trionfo della fama) et La Prise de Grenade (Anche la Presa di Granata, qui sont les seules pièces qui ont été conservées parce qu’elles avaient été écrite en italien et non pas en napolitain.

## Source
Luigi De Bellis, Quattrocento, 2003.